# 娄桥街道
娄桥街道，中国浙江省温州市瓯海区下辖的一个街道。娄桥街道是瓯海区新行政中心所在地，辖区总面积23.18平方千米，户籍人口3.04万，外来人口约6万。

## 辖区
该街道辖有：	娄桥居委会娄桥村、下斜村、古岸头村、玕西村、玕东村、玕南村、吕家降村、东风村、上汇村、岩头村、前园村、社叶村、东耕村、河庄村、安下村、